# وولکرامسهاوزن
وولکرامسهاوزن (به آلمانی: Wolkramshausen) یک شهر در آلمان است که در نوردهاوزن واقع شده‌است. وولکرامسهاوزن ۱٬۰۹۰ نفر جمعیت دارد.